# Pánico volumen 1
Pánico Volumen 1 es una película argentina del año 2020, escrita y dirigida por Mariano Cirigliano.

## Sinopsis
Federico comienza a sufrir ataques de pánico, lo cual hace que toda su vida cambie por completo. A todo esto se le suma una fuerte tragedia familiar, con lo cual deberá poner más que voluntad para lograr salir adelante.

## Reparto
- Enzo Dupré - Federico
- Luciana Jersonsky - Romina
- María Eugenia Altobelli - Julieta
- Carolina Rotolo - Andrea
- Gonzalo Vázquez - Ariel
- Hernán Aloi - Tomas
- César Córdoba - Psicólogo
- Julia Galeano - Psicóloga
- Abril Suescun - Tamara
- Agustín Lasso - Gastón
- Mariano Cirigliano - Hombre

## Curiosidades
Debido a la pandemia ocasionada por el Covid-19, la producción del film Pánico Volumen 1 se vio alterada, con lo cual se tuvo que modificar el plan de rodaje, para de esta manera conseguir terminar la película, con escenas realizadas mediante el recurso de las videollamadas, tal y como comentó la actriz Luciana Jersonsky, más conocida como Luli Jota, la cual a su vez es la hermana de Natalia Jersonsky como Nati Jota.
El director Mariano Cirigliano hizo su debut como actor en este film, realizando una pequeña participación en la cual interpreta a un hombre que aparece durante menos de diez segundos en una de las escenas iniciales de la película.